# Вилламена, Франческо
Франче́ско Вилламе́на (итал. Francesco Villamena; 1566 или 1564, Ассизи — 7 июля 1624[…], Рим) — итальянский живописец, рисовальщик и гравёр, создававший как оригинальные гравюры, так и гравюры с картин других мастеров. Оказал влияние на творчество Жака Калло и Клода Меллана. Также Вилламена был известным коллекционером и собрал множество картин, скульптур, рисунков и гравюр.

## Биография
Франческо Вилламена родился в Ассизи. Ремеслу гравёра он учился у Корнелиса Корта в Риме. После окончания обучения остался жить в Риме. Значительную часть творческого наследия Вилламены составляют гравюры с изображениями святых, в том числе несколько изображений святого Франциска Ассизского, который был родом из его родного города. Гравюры на религиозные темы Вилламена создавал с картин таких художников, как Федерико Бароччи и Франческо Ванни. Он также изображал высокопоставленных представителей духовенства, таких как папа Климент VIII, кардиналы Роберт Беллармин и Цезарь Бароний, и других знаменитых современников, таких как астроном и математик, один из создателей Григорианского календаря Христофор Клавиус, астроном Галилео Галилей и архитектор Иниго Джонс. Среди личностей, которым Вилламена посвятил свои работы, были герцог Вильгельм Баварский, кардиналы Пьетро Альдобрандини и Шипионе Боргезе, а также учёный Кассиано даль Поццо.
Вилламена имел супругу Катерину (умерла в 1649), в браке с которой у него родились сын и четыре дочери. Он умер внезапно, не оставив завещания. Из-за спора о наследовании имущества, была составлена его подробная опись, которая сохранилась до сих пор и находится в римском Государственном архиве. Благодаря этому известно, что на момент смерти Вилламене принадлежали, помимо прочего, печатный станок, множество печатных форм, 300 гравюр, 828 рисунков, 38 картин и 35 скульптур. Скульптуры были куплены кардиналом Ипполито Альдобрандини младшим в ноябре 1625 года за 1000 скудо, гравюры и рисунки — книготорговцем Джованни Антонио Ротуло в декабре 1625 года за 800 скудо.

## Художественно-историческое значение
В то время как французский историограф и коллекционер Пьер-Жан Мариетт (1694—1774) положительно отзывался о Вилламене, немецкий историк искусства Георг Каспар Наглер (1801—1866) невысоко оценивал его творчество и предпочитал ему Агостино Карраччи, который также был учеником Корнелиса Корта. Наглер критиковал Вилламену за то, что он недостаточно серьёзно относился к рисунку фигур, а некоторые работы оставлял будто незаконченными. Кроме того, Наглер находил работы Вилламены слишком однообразными.
Ныне Вилламена считается новатором в первую очередь благодаря нескольким гравюрам, созданным между 1598 и 1601 годами, на которых реалистично изображены обычные люди, его современники. Именно эти работы оказали влияние на Калло. Особого внимания заслуживает гравюра Una battaglia di Bruto (также известная как La baruffa di Bruttobuono, Gli sfrenati или Les Gourmeurs) 1601 года, на которой изображена уличная драка. Сцена основана на реальном инциденте, который также задокументирован в отчёте римской полиции от 15 октября 1601 года. В ходе инцидента пострадали несколько человек, и один был убит брошенными камнями во время драки между сторонниками Испании и Франции. Вилламена посвятил работу Чириако Маттеи, стороннику Испанской партии, к числу слуг которого, возможно, принадлежал убитый.
Известность гравюра получила благодаря реализму изображения, хроникальному запечатлению реально происходившего события с отображением реальных персонажей, гротескным, иногда карикатурным чертам главных героев, среди которых есть как простолюдины, так и дворяне, детальной прорисовке персонажей и композиции, и даже фона, которым служит вполне конкретная городская улица. Для создания эффектной композиции Вилламена использовал почти скульптурную прорисовку центральных фигур, расставив их на некотором расстоянии друг от друга, что позволило создать игру света и тени, придающую произведению определенный ритм и динамизм. О большом успехе гравюры свидетельствует не только значительный спрос на её оттиски у современников, но и многочисленные переложения сюжета в живописи, повторяющие композицию гравюры (тогда как обычно бывает наоборот).

## Галерея

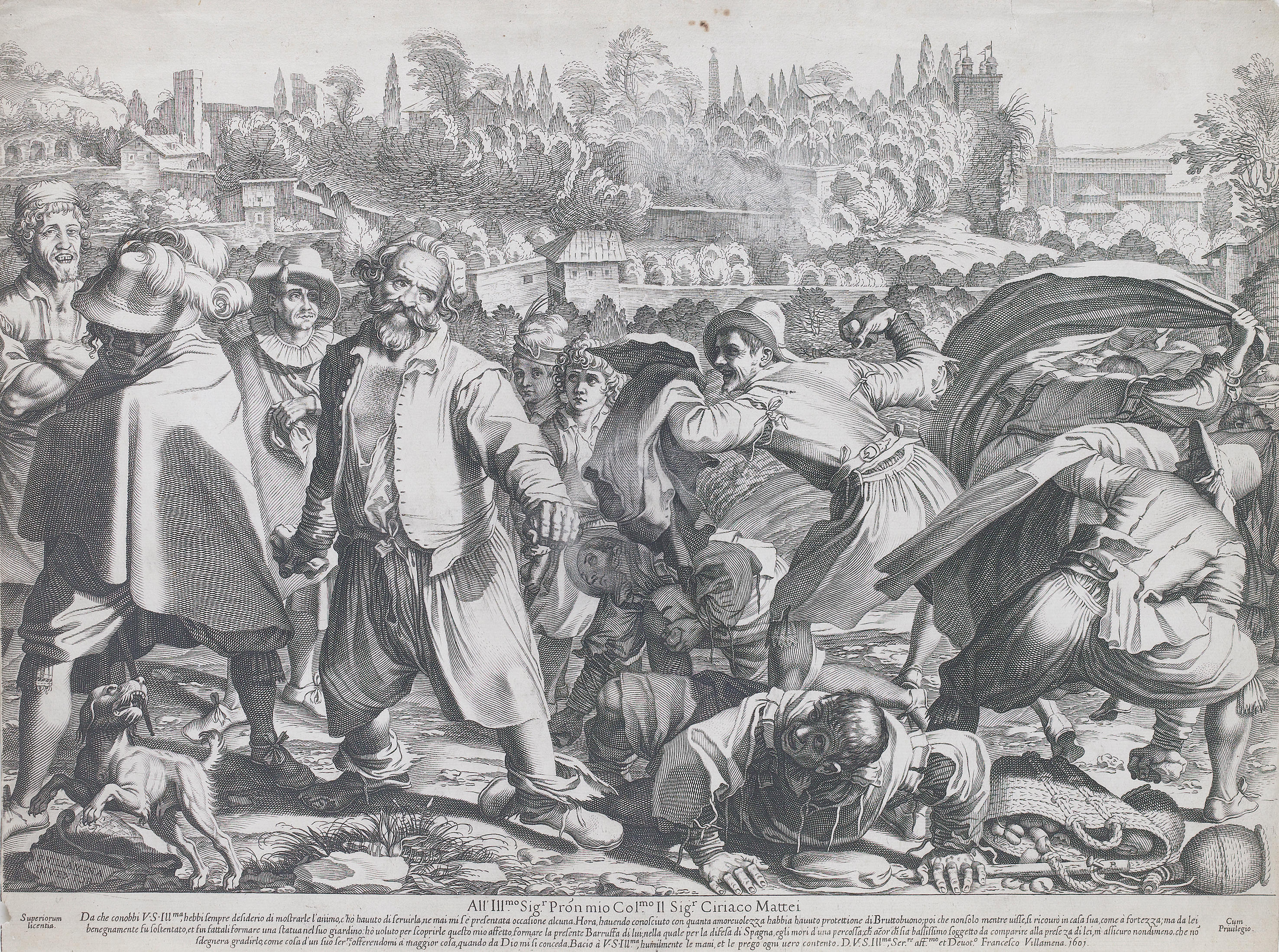
Уличная драка в Риме
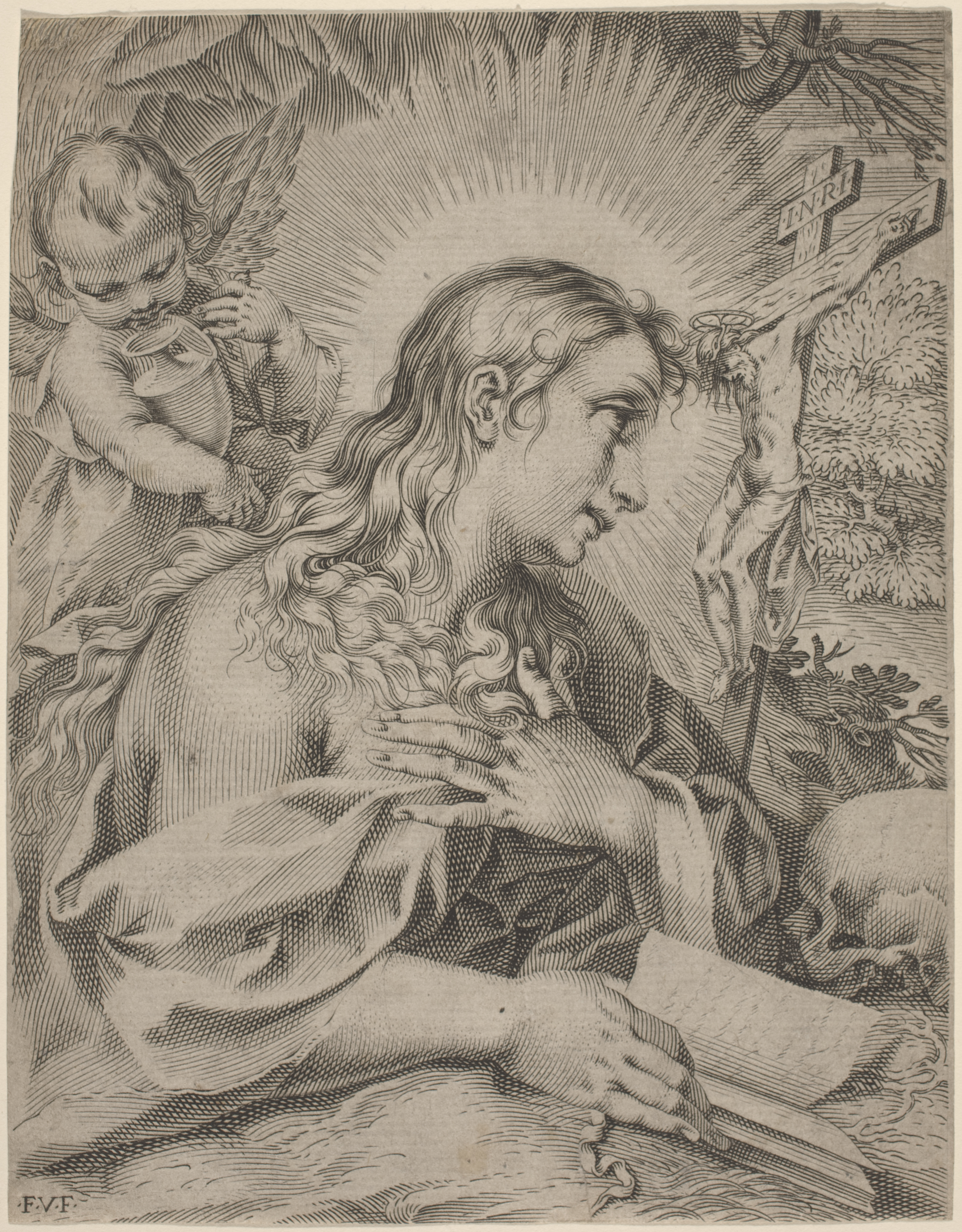
Кающаяся Мария Магдалина
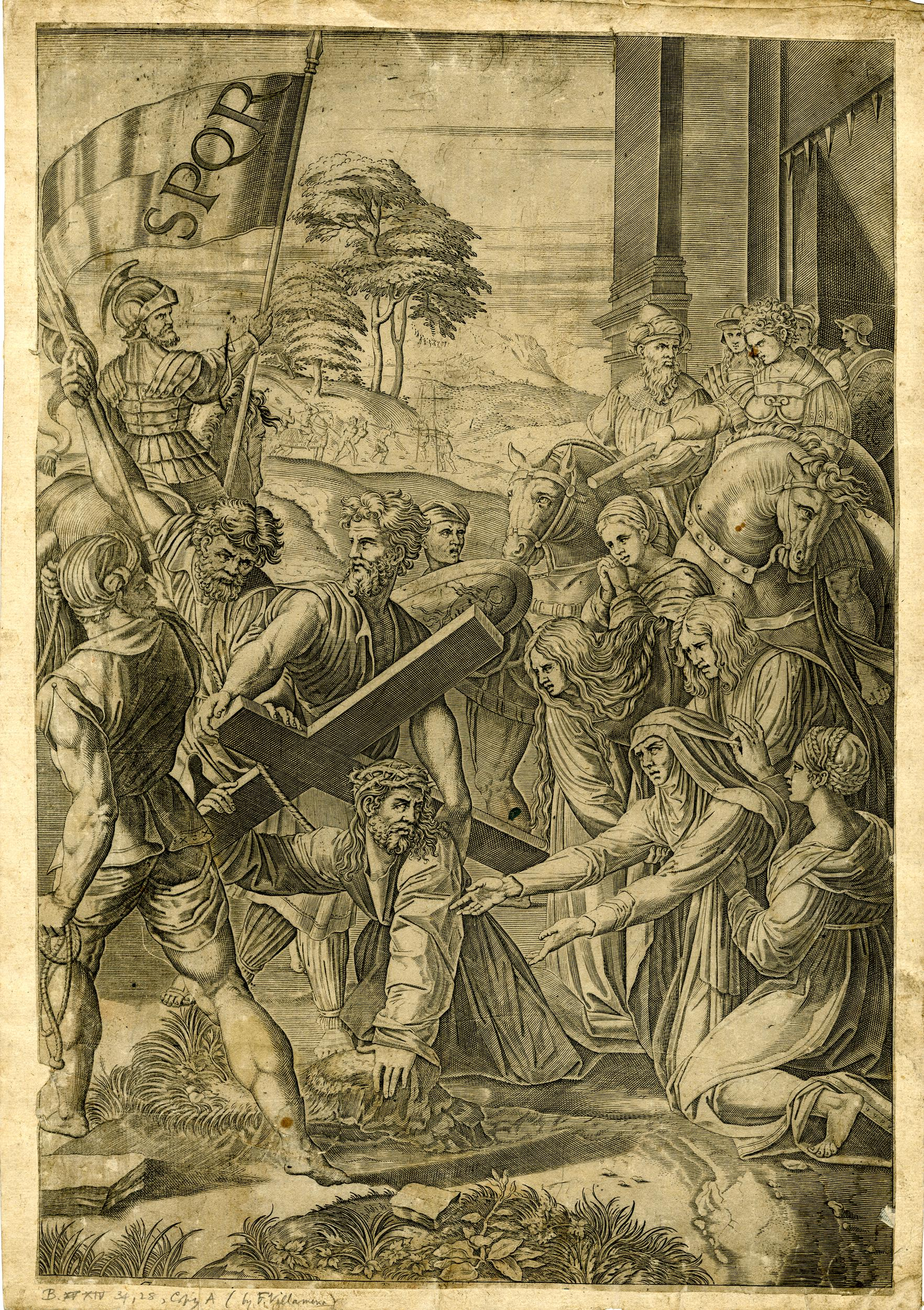
Несение креста
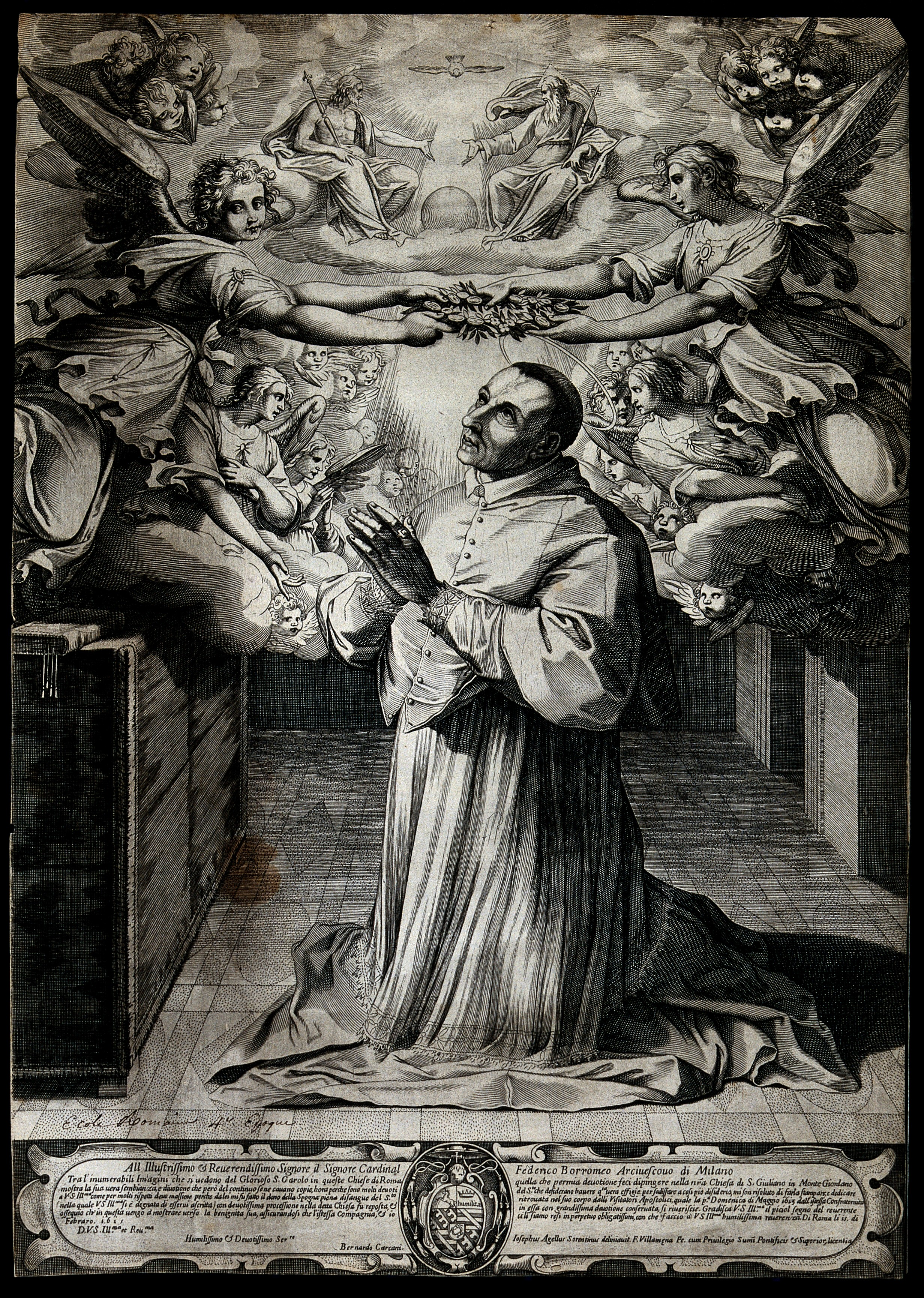
Святой Карло Борромео
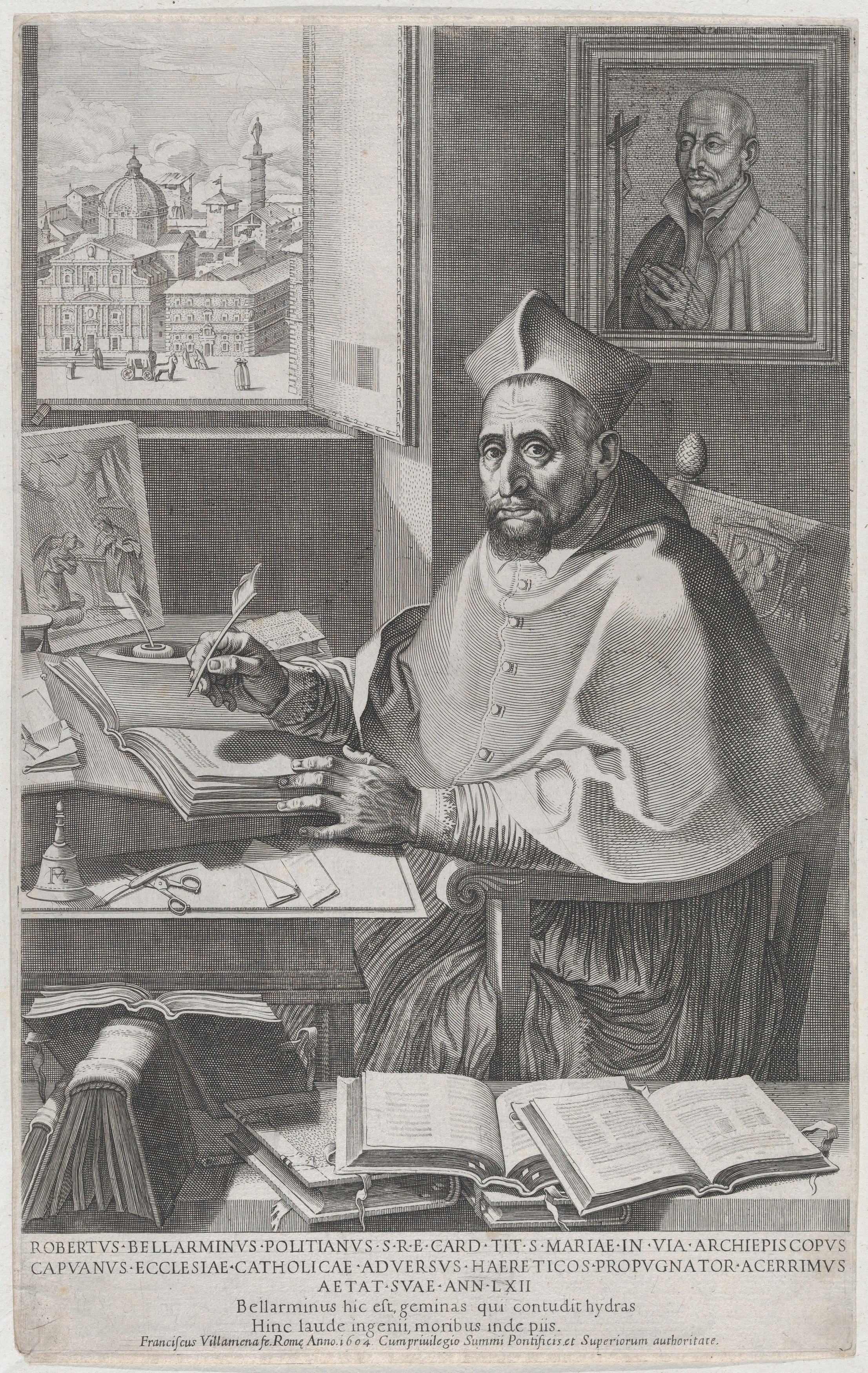
Кардинал Роберто Беллармин
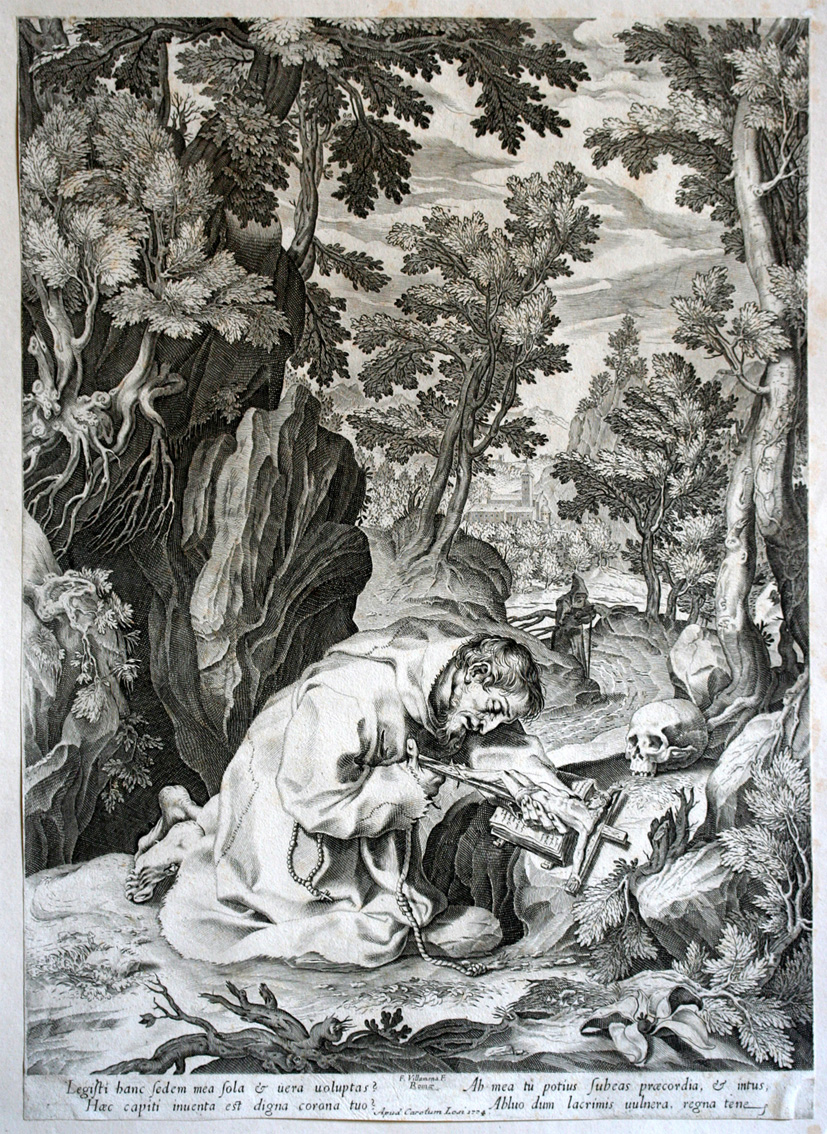
Неизвестный святой отшельник
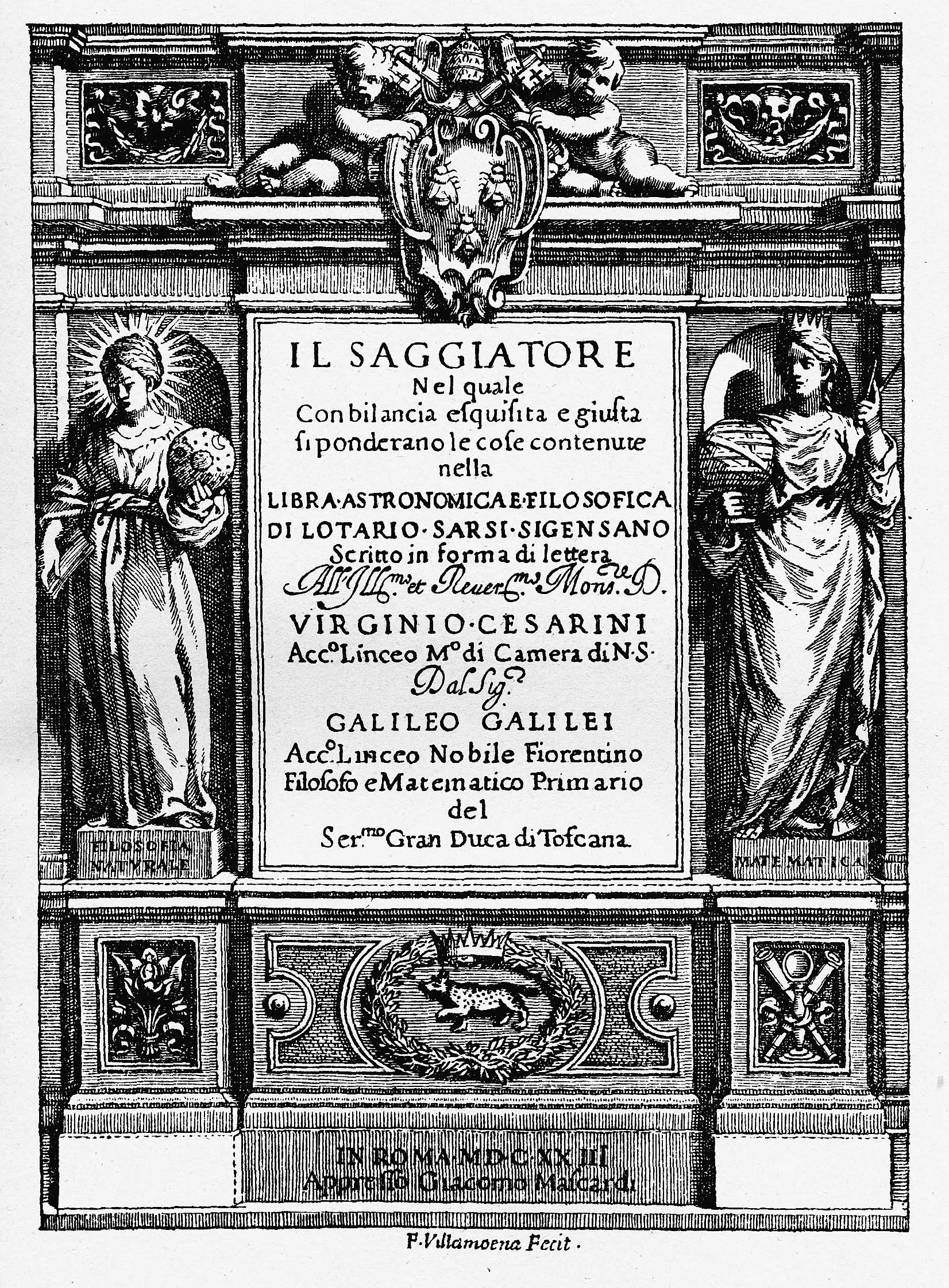
Фронтиспис книги, украшенный Вилламеной.
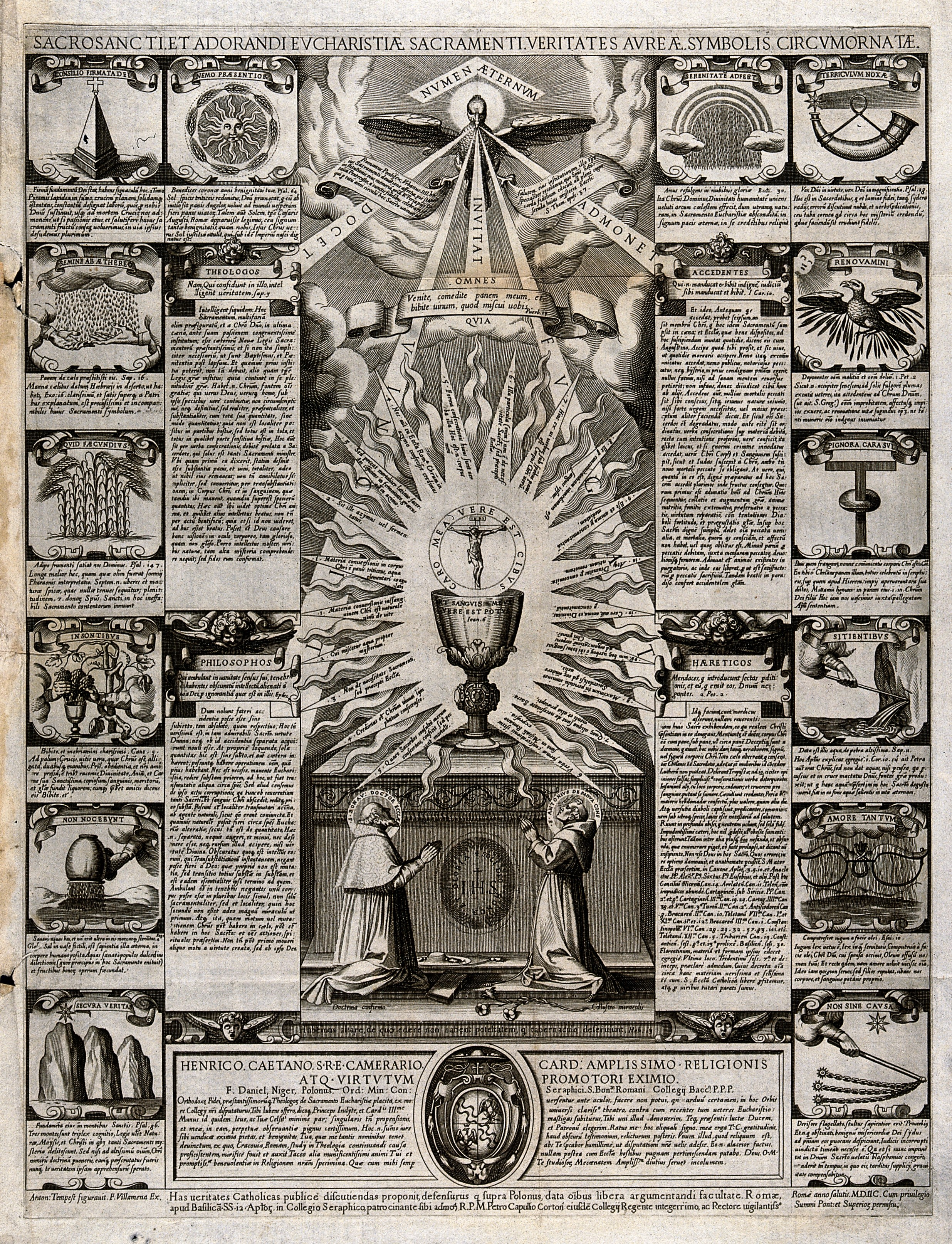
Фронтиспис книги
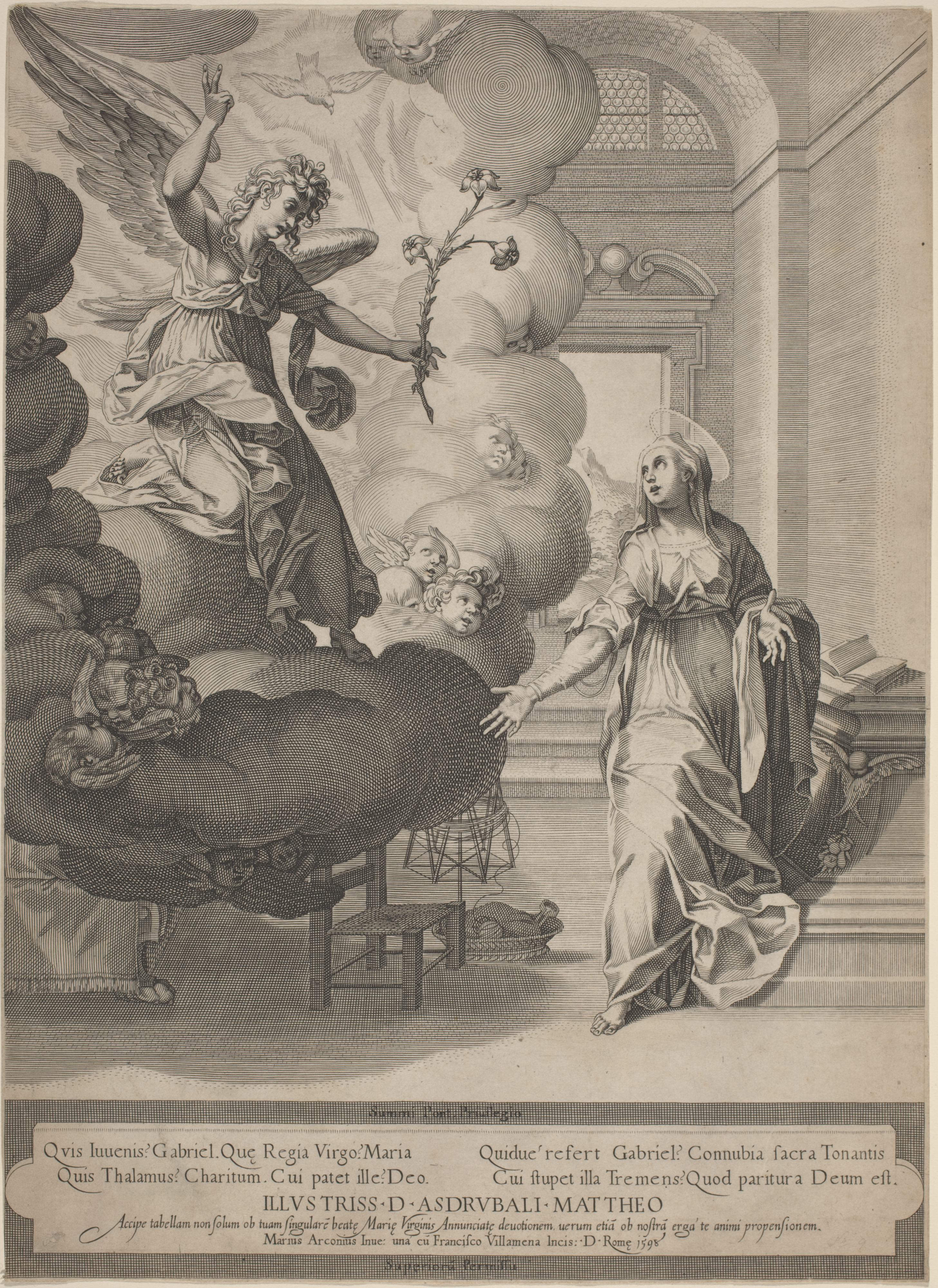
Благовещение
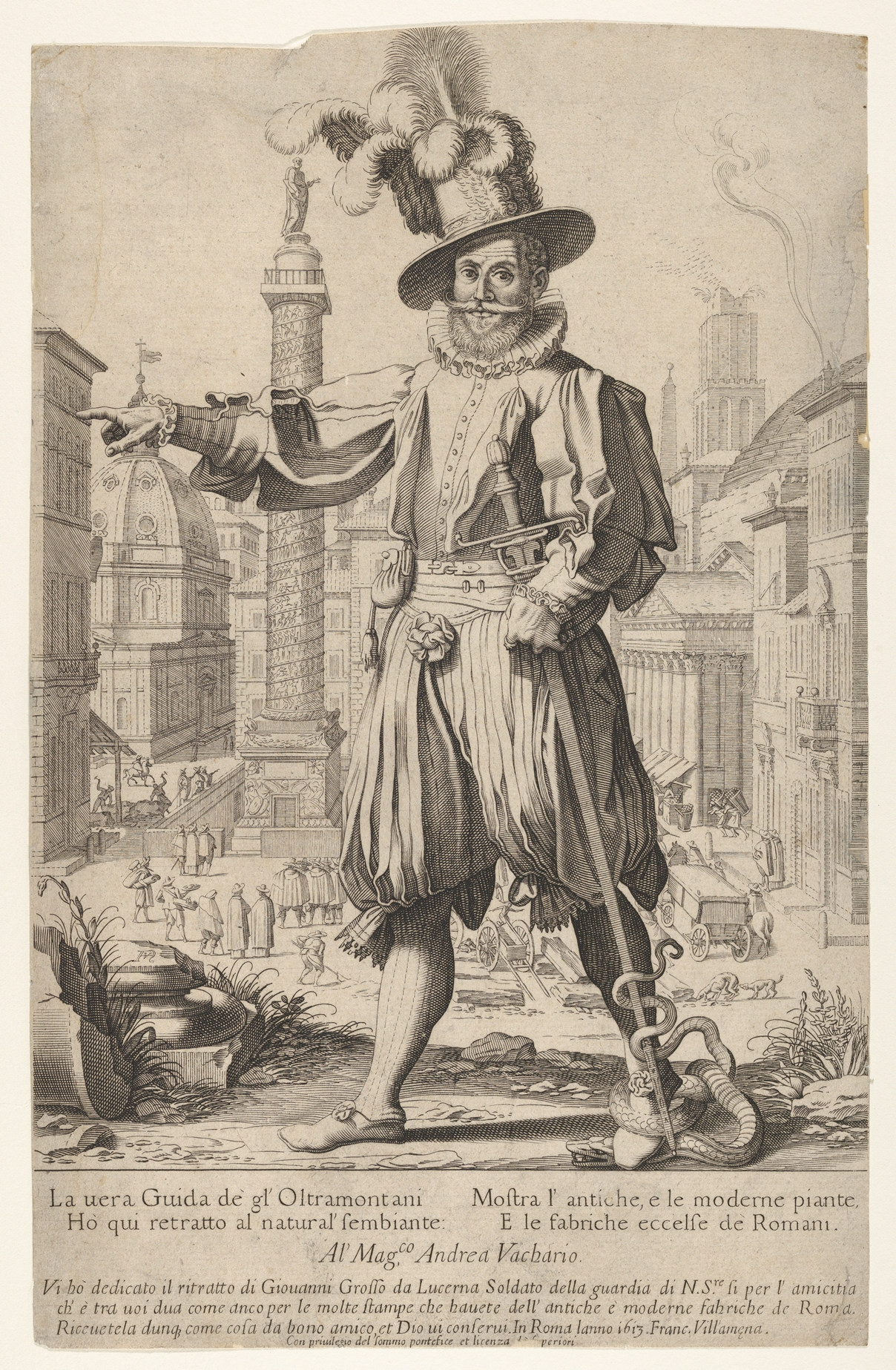
Джованни Альто на Квиринальском холме.
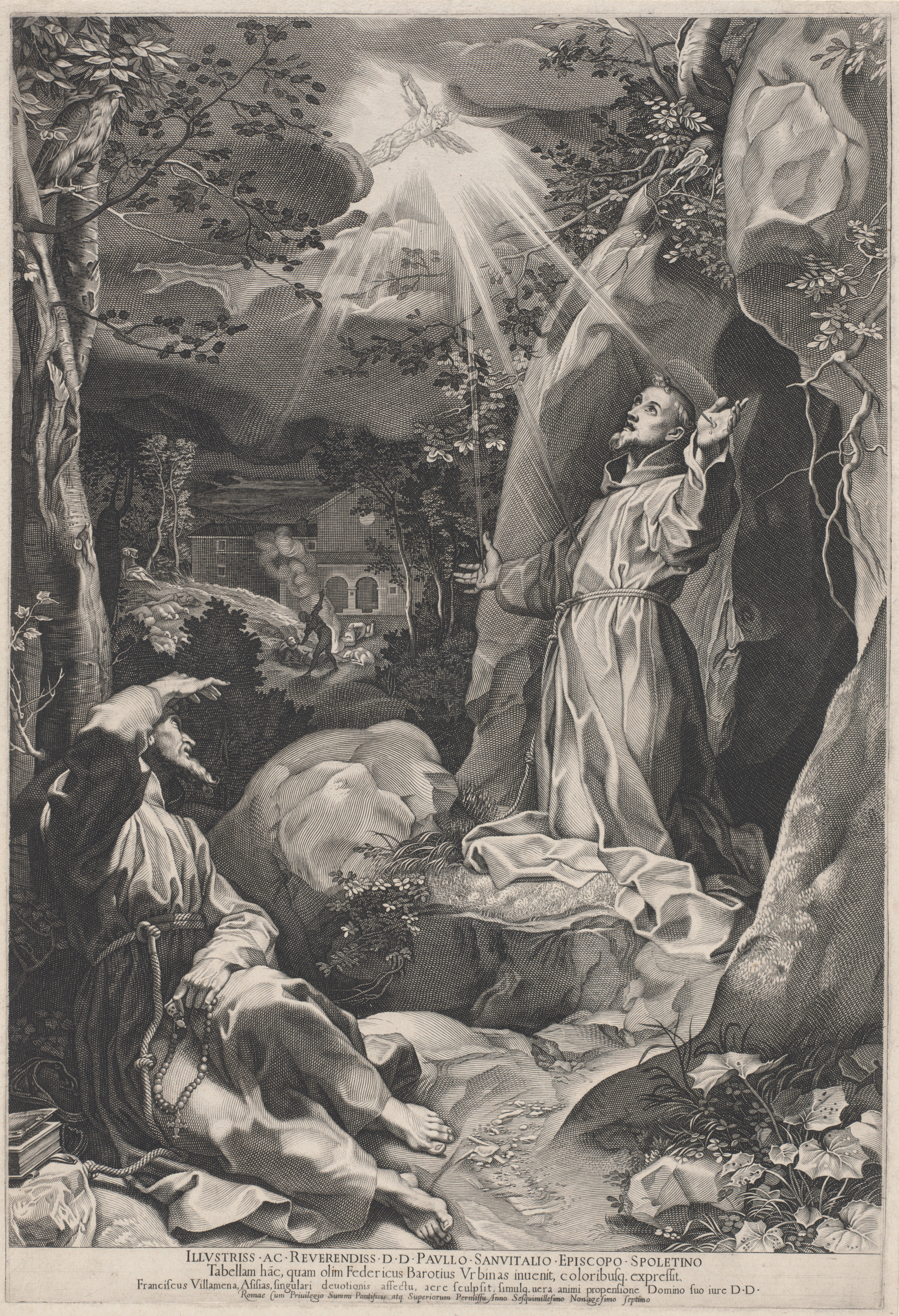
Святой Франциск Ассизский
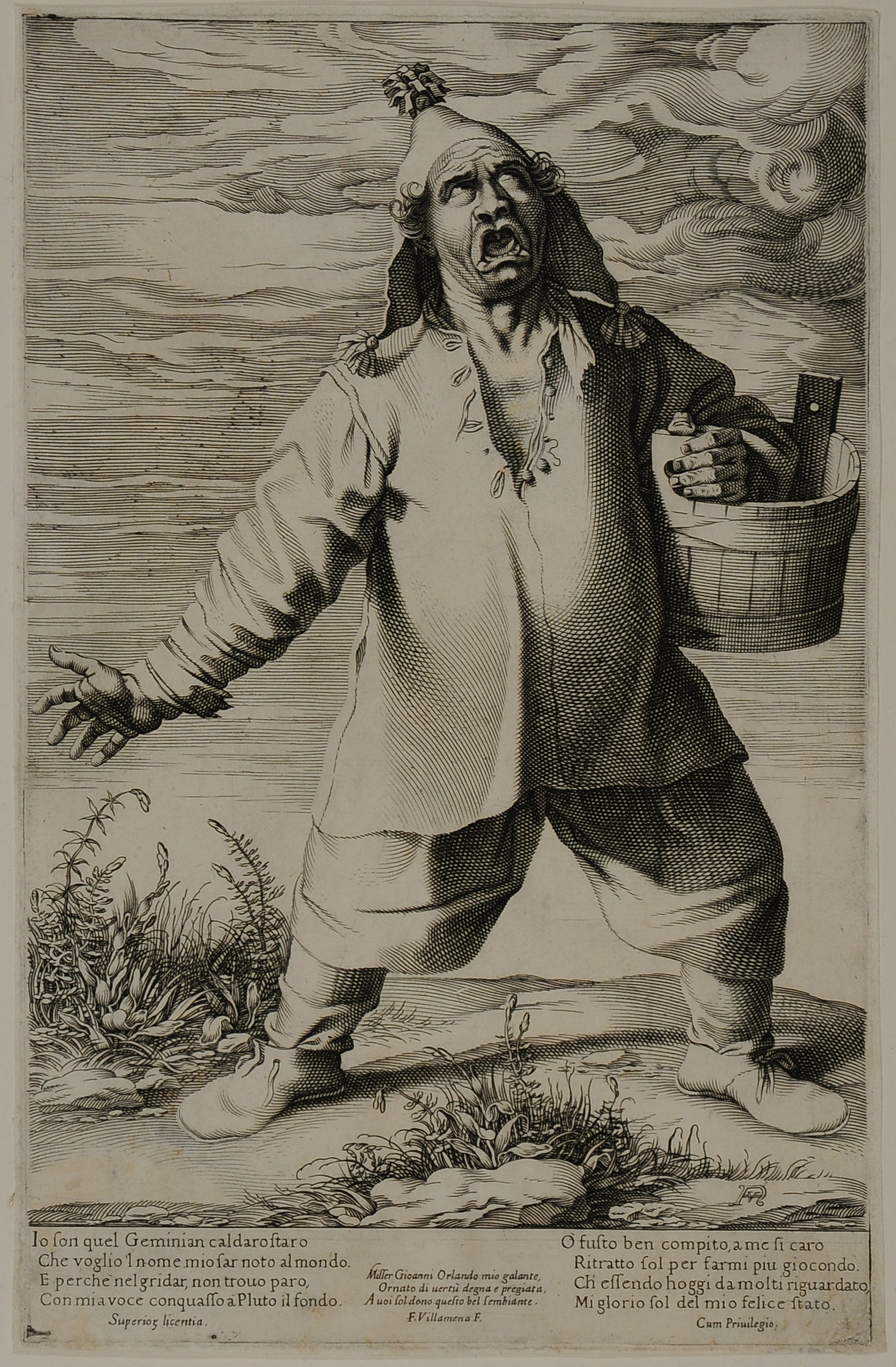
Торговец жаренными каштанами
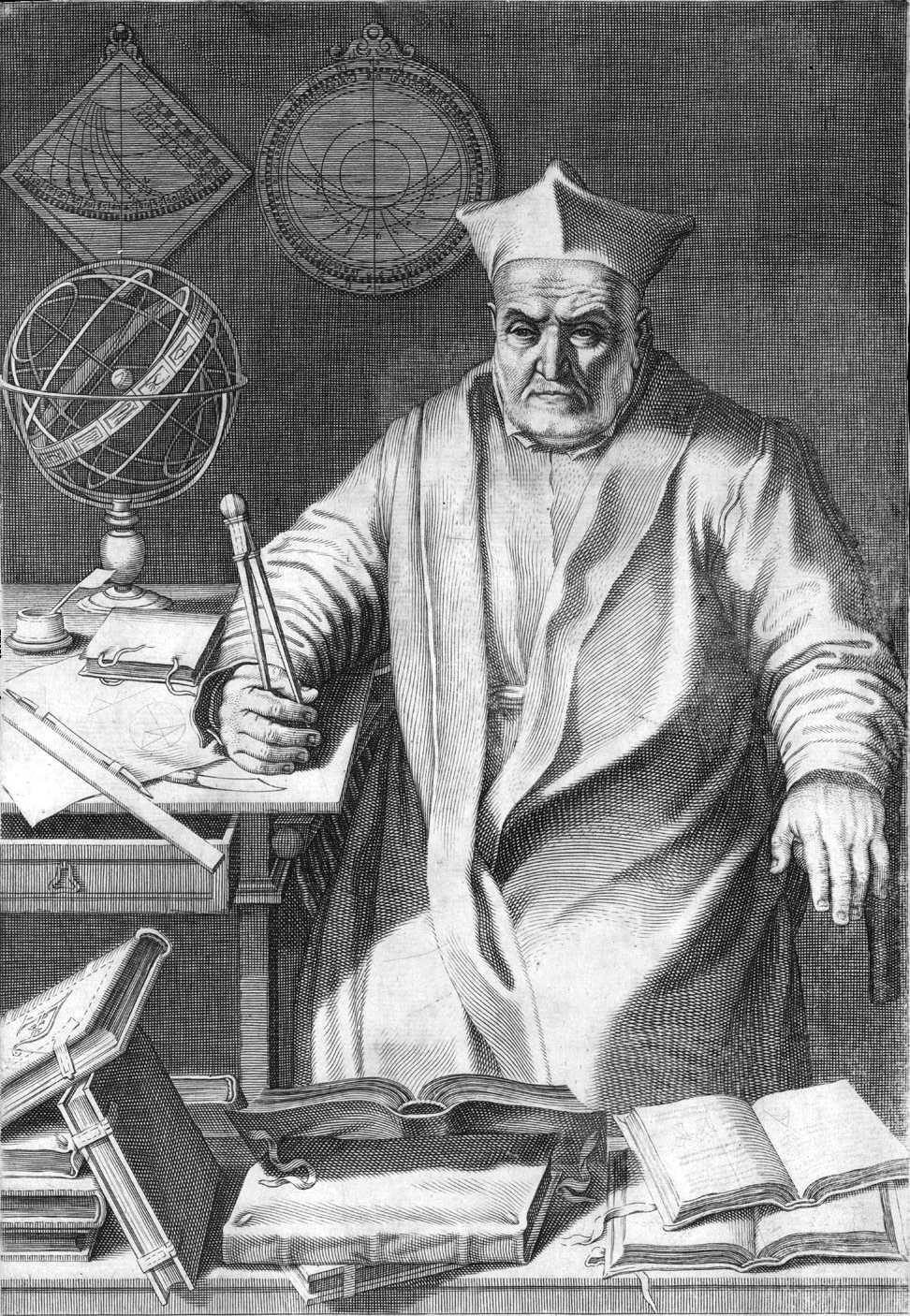
Портрет астронома и математика Христофора Клавиуса
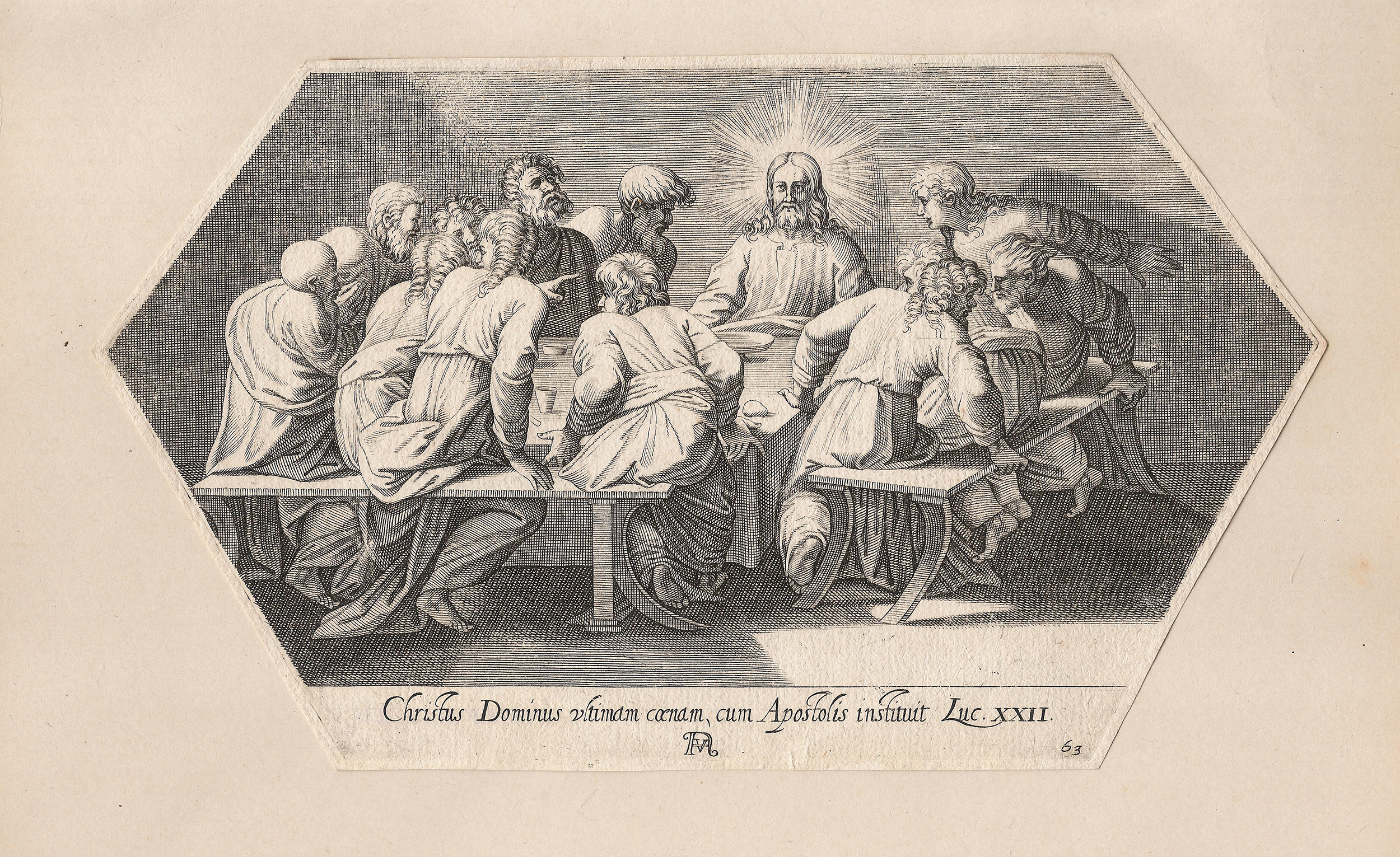
Тайная вечеря